# If You Were There (The Best of Wham!)
If You Were There (The Best of Wham!) è una raccolta degli Wham!, pubblicata nel 1997. Venne pubblicata su vinile, con A-side e B-side. La raccolta non è mai stata pubblicata negli USA.

## Tracce
1. If You Were There
2. I'm Your Man
3. Everything She Wants
4. Club Tropicana
5. Wake Me Up Before You Go-go
6. Like A Baby
7. Freedom
8. The Edge Of Heaven
9. Wham Rap!
10. Young Guns (Go For It!)
11. Last Christmas
12. Where Did Your Heart Go?
13. Everything She Wants' 97
14. I'm Your Man' 96

## Classifiche
| Classifica (1997) | Posizione massima |
| ----------------- | ----------------- |
| Australia         | 29                |
| Austria           | 23                |
| Belgio (Fiandre)  | 5                 |
| Belgio (Vallonia) | 6                 |
| Finlandia         | 35                |
| Francia           | 13                |
| Germania          | 40                |
| Italia            | 12                |
| Nuova Zelanda     | 29                |
| Paesi Bassi       | 18                |
| Regno Unito       | 4                 |
| Spagna            | 16                |
| Svizzera          | 28                |